# Orgullo de Valencia
El Orgullo de Valencia es una fiesta reivindicativa que se celebra en junio en la capital de la Comunidad Valenciana (España), en el marco del Día Internacional del Orgullo LGBT del 28 de junio. La entidad Lambda organiza muchas de las marchas y manifestaciones, que se llevan celebrando en la ciudad desde 1979.

## Historia
Los incidentes del 28 de junio de 1969 en el pub Stonewall Inn de Nueva York propagaron protestas en muchas ciudades alrededor del mundo. No fue hasta 1977 que se celebró la primera manifestación en España, que tuvo lugar en Barcelona en un contexto de inestabilidad social y política. En Valencia, la primera marcha se organizó en 1979 cuando el Estado español estaba inmerso en la Transición del franquismo al sistema democrático, a su vez que se reprimían las prácticas homosexuales en virtud a la ley sobre peligrosidad y rehabilitación social.
Esta primera reivindicación se celebró el 24 de junio, convocada por el Moviment d'Alliberament Sexual del País Valencià (MAS-PV) y con el apoyo del Ayuntamiento, de la izquierda extraparlamentaria y de diferentes movimientos sociales de carácter progresista. La asistencia rondó entre los dos mil y cinco mil participantes y la concentración se desarrolló con normalidad y en un ambiente festivo. Sin embargo, sucedieron algunos altercados que quedaron impunes por parte de grupos de extrema derecha relacionados con el partido Fuerza Nueva.
Desde entonces, el Orgullo se ha celebrado el mes de junio en la ciudad, con diferente temática principal cada año. Según cifras de los organizadores, en 2009 el Orgullo reunió a más de quince mil asistentes (de acuerdo a la Policía Local, fueron dos mil). En 2015, la bandera LGTB colgó por primera vez del balcón del Ayuntamiento. La edición de 2023 reunió a más de veinte mil asistentes —cinco mil más que el año anterior—, de acuerdo a datos de los organizadores, y más de setenta entidades se adhirieron al manifiesto.

## Actos

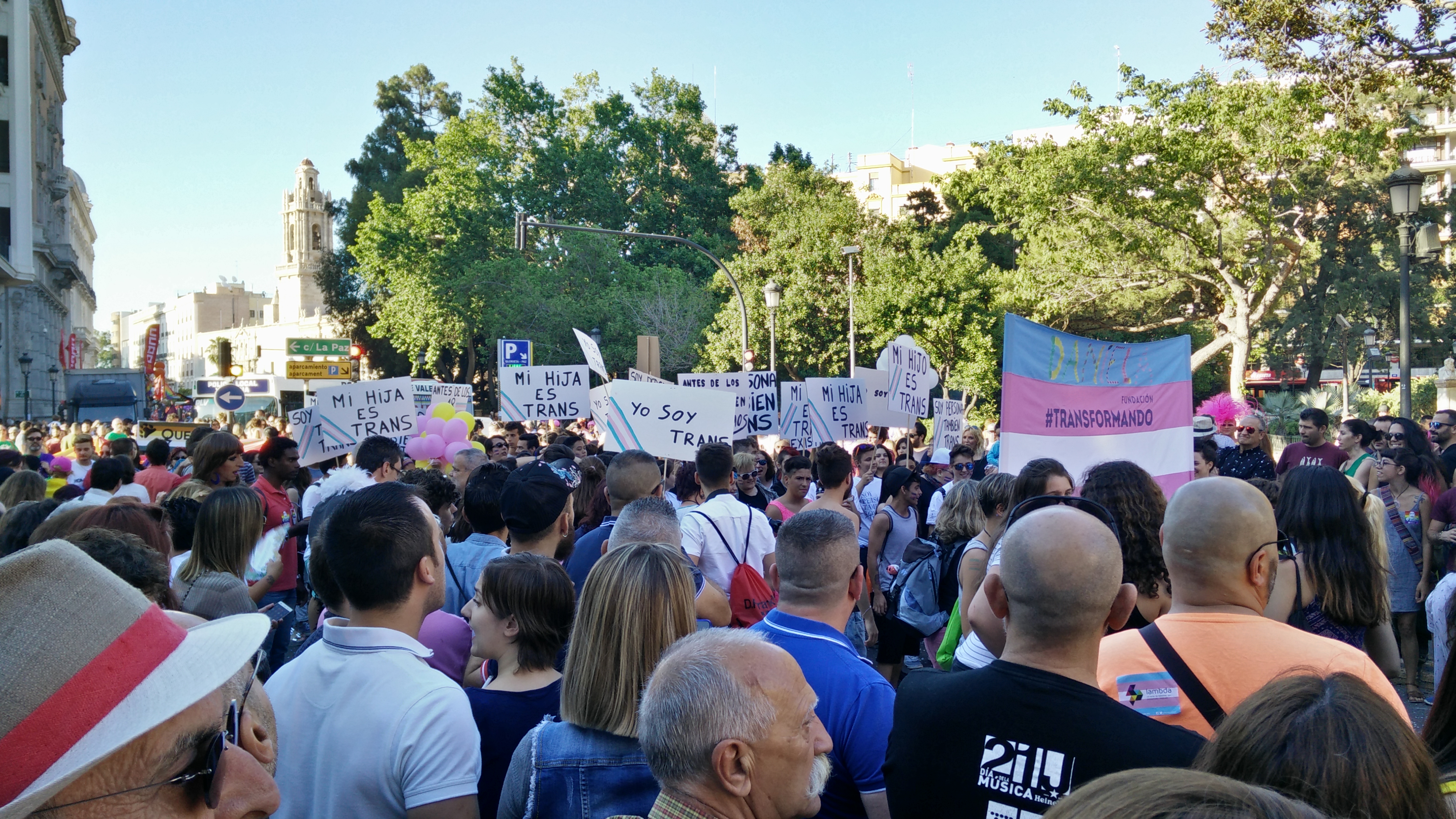
Manifestación de 2016.

Todos los años se celebra una manifestación principal bajo un lema diferente. Habitualmente, parte de la plaza de la puerta del Mar y se dirige hacia la plaza del Ayuntamiento, donde se lee un manifiesto. Además de las marchas, también se celebran actos como visitas a museos, proyecciones de películas y documentales, charlas y celebraciones. Otros lugares habituales que acogen diferentes actos o marchas son Alameda, la calle Colón o la plaza de la Virgen.
En el marco de la celebración del Orgullo de 2021, el director valenciano Carlos Giménez estrenó el documental València, t'estime (en castellano: Valencia, te quiero), que recorre las reivindicaciones LGTB de la ciudad desde finales de la década de 1970. Este retrata a diferentes personajes locales del colectivo y entidades como La Pinteta Rebel, el primer programa radiofónico de carácter LGTB en Valencia.